# Biała (Miastko)
Biała (deutsch Bial) ist ein Dorf in der Woiwodschaft Pommern in Polen. Es gehört zur Gmina Miastko (Gemeinde Rummelsburg) im Powiat Bytowski (Bütower Kreis).

## Geographische Lage
Das Dorf liegt in Hinterpommern, etwa 170 Kilometer nordöstlich von Stettin. Die nächsten Nachbarorte sind Przytocko (Pritzig) im Norden, Świerzenko (Klein Schwirsen) im Osten und Świerzno (Groß Schwirsen) im Süden.
Durch den Ort verläuft von Nordwest nach Südost die Woiwodschaftsstraße 206.

## Geschichte
Das Dorf Bial wurde nach 1543 im Herzogtum Pommern von Hans Lettow, einem Angehörigen der adligen Familie Lettow, angelegt. Zuerst wurde eine Mühle erbaut, später eine Schäferei und dann ein Gut mit adligem Wohnsitz („Rittersitz“). Im Jahre 1590 wurden ferner drei Kossätenhöfe gezählt, von denen einer 1593 in einen Bauernhof umgewandelt wurde. Im Jahre 1717 gab es neben dem Gut nur noch einen Kossäten.
Nach 1775 wurden mit Meliorationsgeldern eine neue Schäferei angelegt und zwei Büdner angesetzt. In Ludwig Wilhelm Brüggemanns Beschreibung des Herzogtums Vor- und Hinterpommern (1784) ist Bial unter den adeligen Gütern des Rummelsburgschen Kreises mit dem Rittersitz, einer Schäferei, vier Kossäten, einem Schulmeister und einer Wassermühle, insgesamt 8 Haushaltungen („Feuerstellen“), aufgeführt. Ferner gehörte zu Bial das Vorwerk Selberg B.
Bis 1813 wurden die weiteren Vorwerke Ewaldshof (auch Raderang), Johannishof und Jägerhof angelegt. Im Jahre 1818 wurde Luisenhof angelegt (später Peterhof genannt), im Jahre 1820 Seehof und im Jahre 1822 Klewerhof.
Bial blieb, vom Zeitraum 1764 bis 1785 abgesehen, bis 1855 im Besitz der Familie Lettow. 1855 verkaufte Gustav Wilhelm von Lettow das Gut Bial an Hermann von Belling, behielt aber Selberg B für sich. 1889 kaufte Reinhold von Woedtke das Gut Bial. Nach seinem Tod kam es zu zwei Besitzwechseln, bis das Gut schließlich 1901/1902 in 15 Rentengüter und ein Restgut aufgeteilt wurde.
Die Aufteilung des Gutes wurde politisch erst im Jahre 1910 nachvollzogen, als der bisherige Gutsbezirk Bial in die Landgemeinde Bial umgewandelt und die Landgemeinde Selberg B abgezweigt wurde. Bis 1945 bildete Bial eine Landgemeinde im Kreis Rummelsburg der preußischen Provinz Pommern. In der Landgemeinde wurde neben Bial der Wohnplatz Vorwerk Bial geführt. Die Gemeinde zählte im Jahre 1910 155 Einwohner, im Jahre 1925 189 Einwohner in 33 Haushaltungen, und im Jahre 1939 138 Einwohner.
Nach dem Zweiten Weltkrieg kam Bial, wie ganz Hinterpommern, an Polen. Der Ortsname wurde zu „Biała“ polonisiert.

## Persönlichkeiten
- Reinhold von Woedtke (1828–1898), preußischer Politiker und Landrat, Gutsbesitzer von Bial